# Мост (автомобиль)

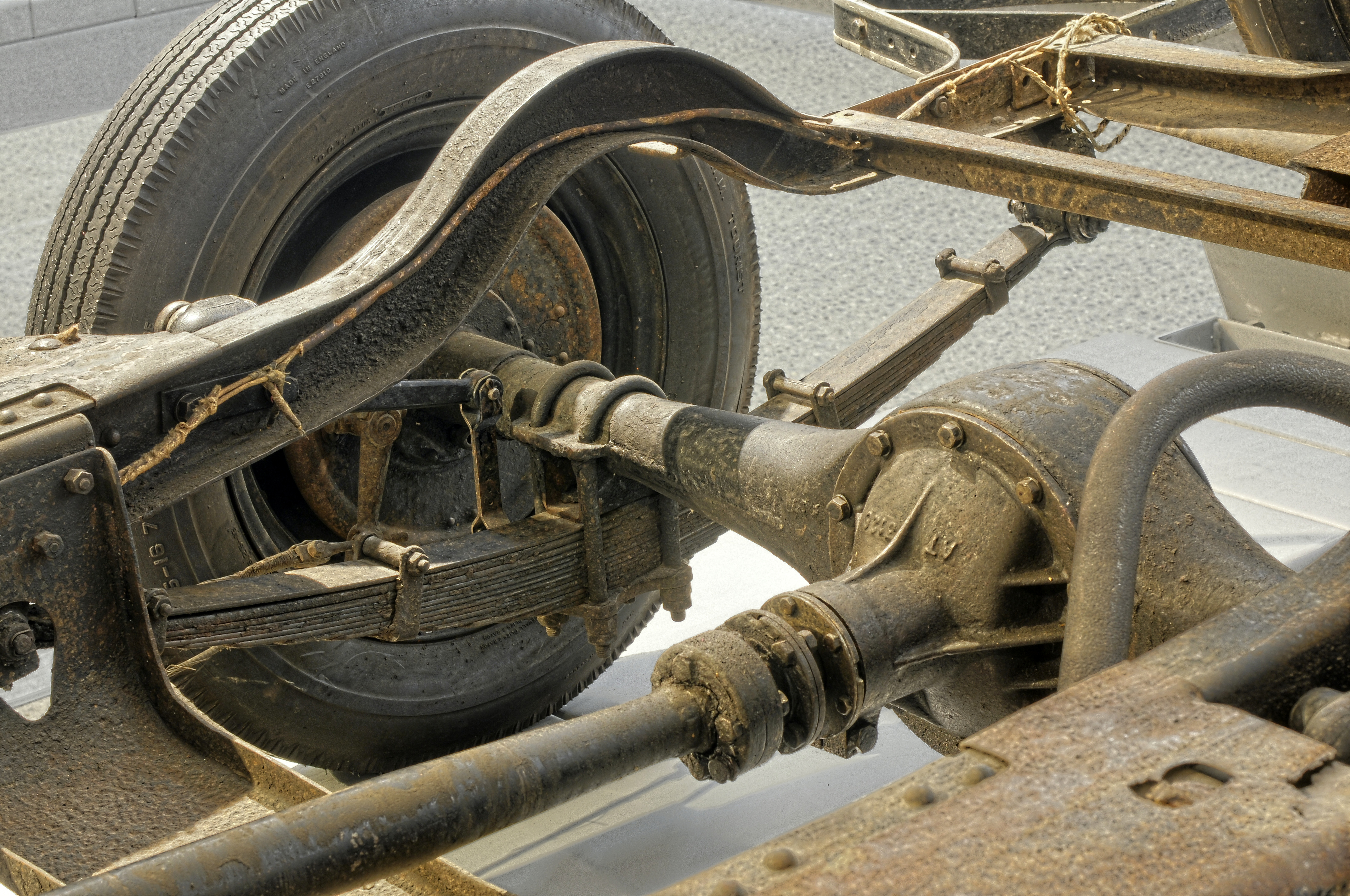
Задний мост старинного автомобиля

Сравнение обычного и портального моста

Передний мост автомобиля КрАЗ-255 — ведущий неразрезной

Мост — агрегат колёсной машины (автомобиля, колёсного трактора, автоприцепа) воспринимающий все виды усилий, действующих между колёсами и подвеской. В каноническом виде представляет собой поперечно расположенную балку, связывающую ступицы правого и левого колёс.

## Классификация
- Передний мост — первый мост по ходу машины[1].

- Задний мост — последний мост по ходу машины[1].

- Промежуточный мост — любой мост, по расположению не являющийся передним или задним[1].

- Ведущий мост — мост, колёса которого являются ведущими[1].

- Управляемый мост — мост, колёса которого являются управляемыми[1].

- Неразрезной мост — мост, колёса которого имеют зависимую подвеску, то есть, не могут перемещаться относительно соединяющей их балки моста[2].

- Разрезной мост — мост, колёса которого имеют независимую подвеску[2].
- Портальный мост — для увеличения[3] или уменьшения[4] дорожного просвета и разгрузки главной передачи. Так же называется П-образным или редукторным мостом. Крутящий момент в таких мостах передаётся от главной передачи к колёсам через дополнительные редукторы, расположенные в них (разнесённая двойная главная передача).